# 桑塞河
桑塞河（法語：Sensée，法語發音：[sɑ̃se]）是法国上法蘭西大區北部省与加来海峡省的河流，是斯海尔德河（埃斯科河）的左支流，长27.1千米，发源自圣莱热，于阿尔勒流入斯海尔德河。